# Celleno

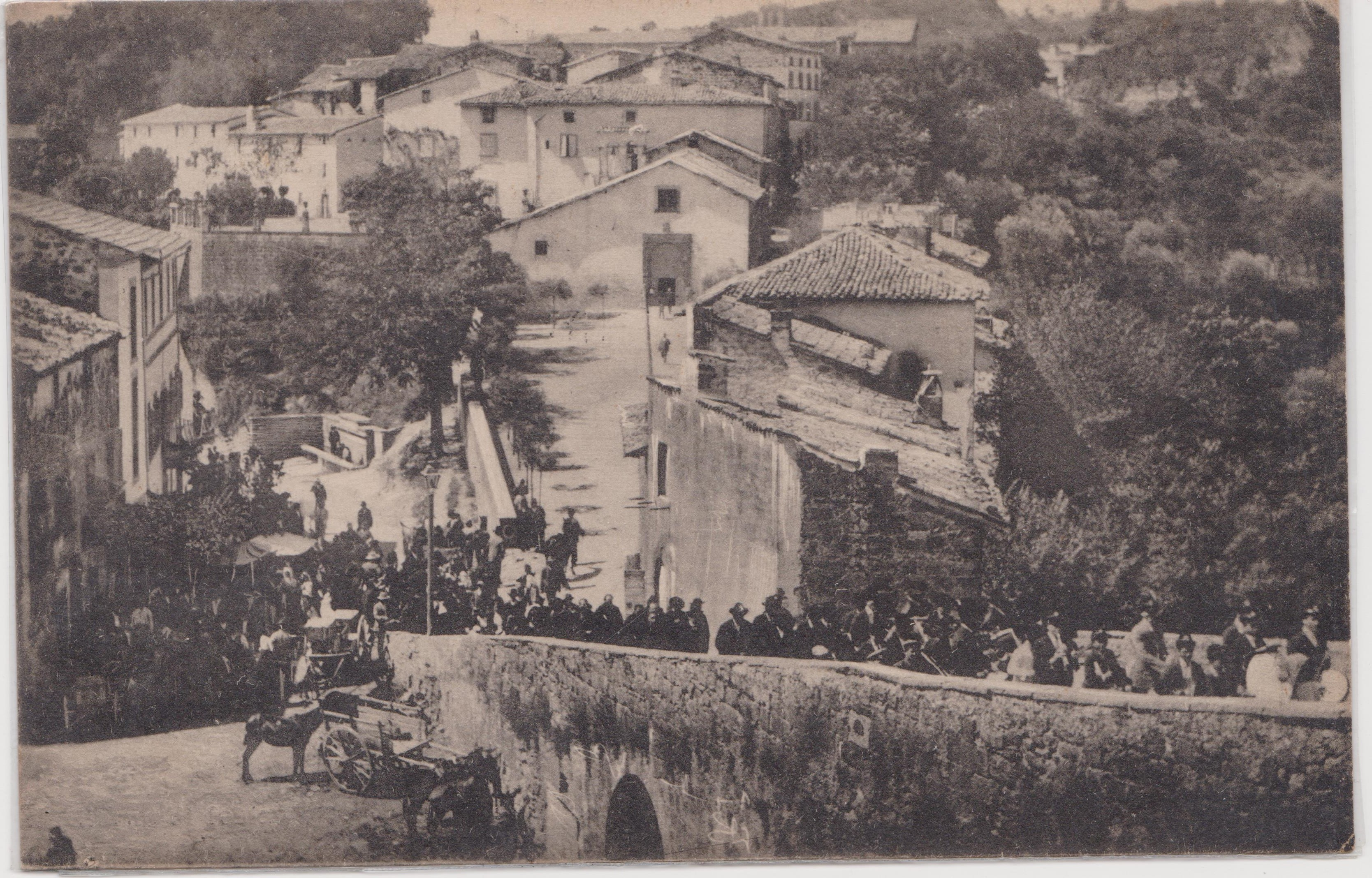
Il Borgo di Celleno fotografato dal Castello degli Orsini in una foto del 1930

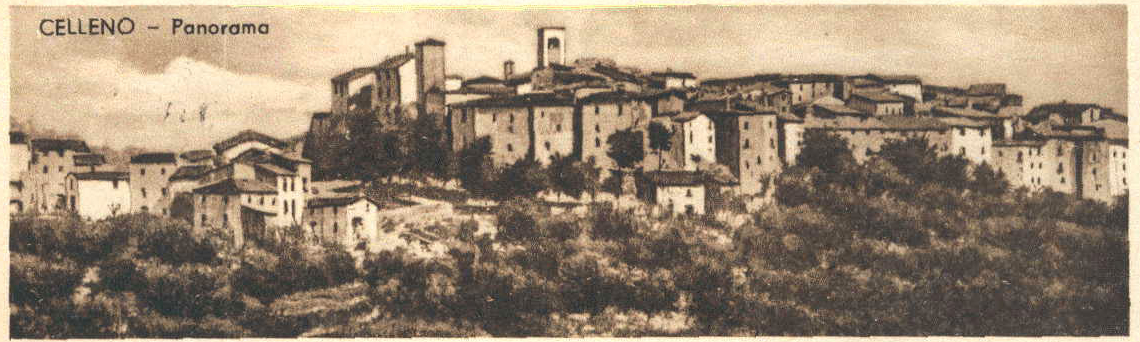
L'antico abitato di Celleno in un'antica cartolina

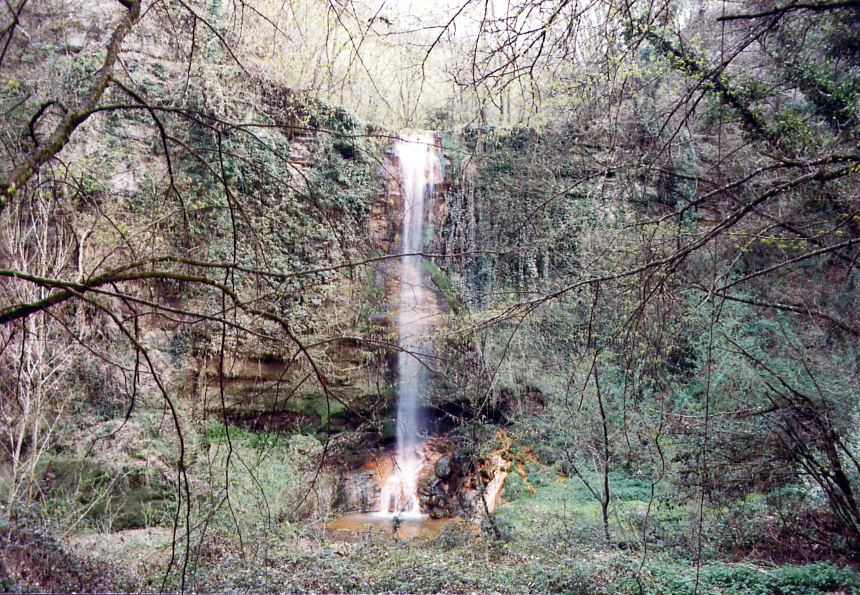
La cascata dell'Infernaccio

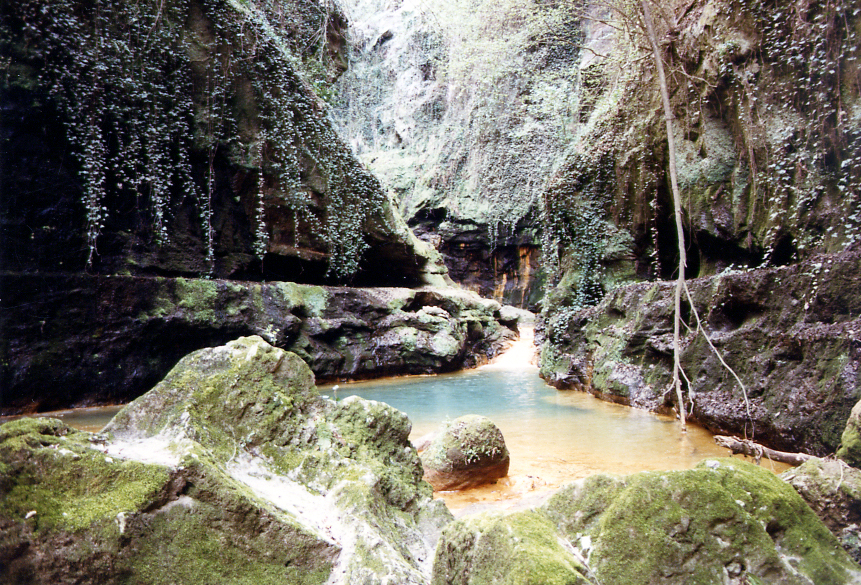
Le gole dell'infernaccio

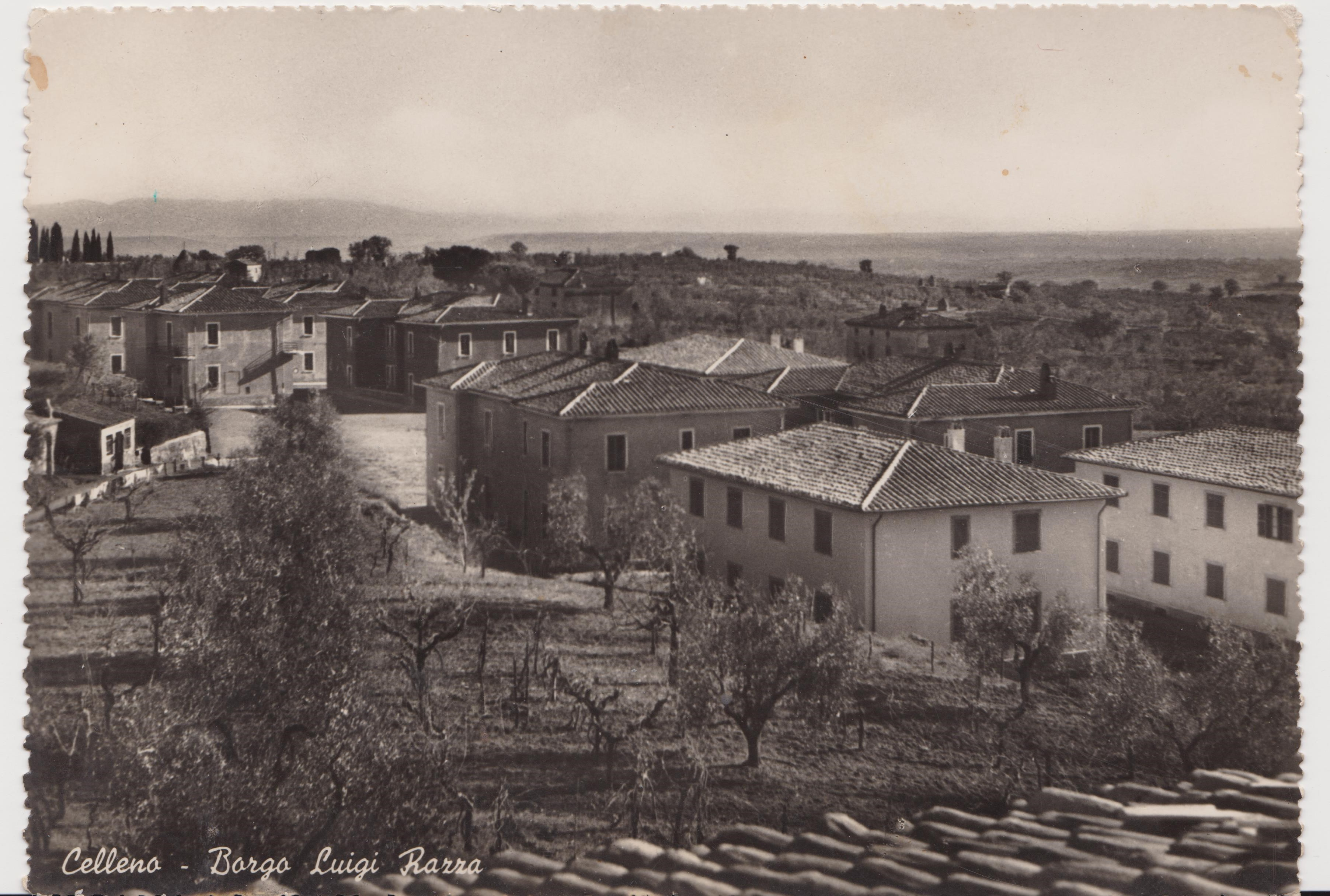
La Borgata Luigi Razza in una foto del 1956

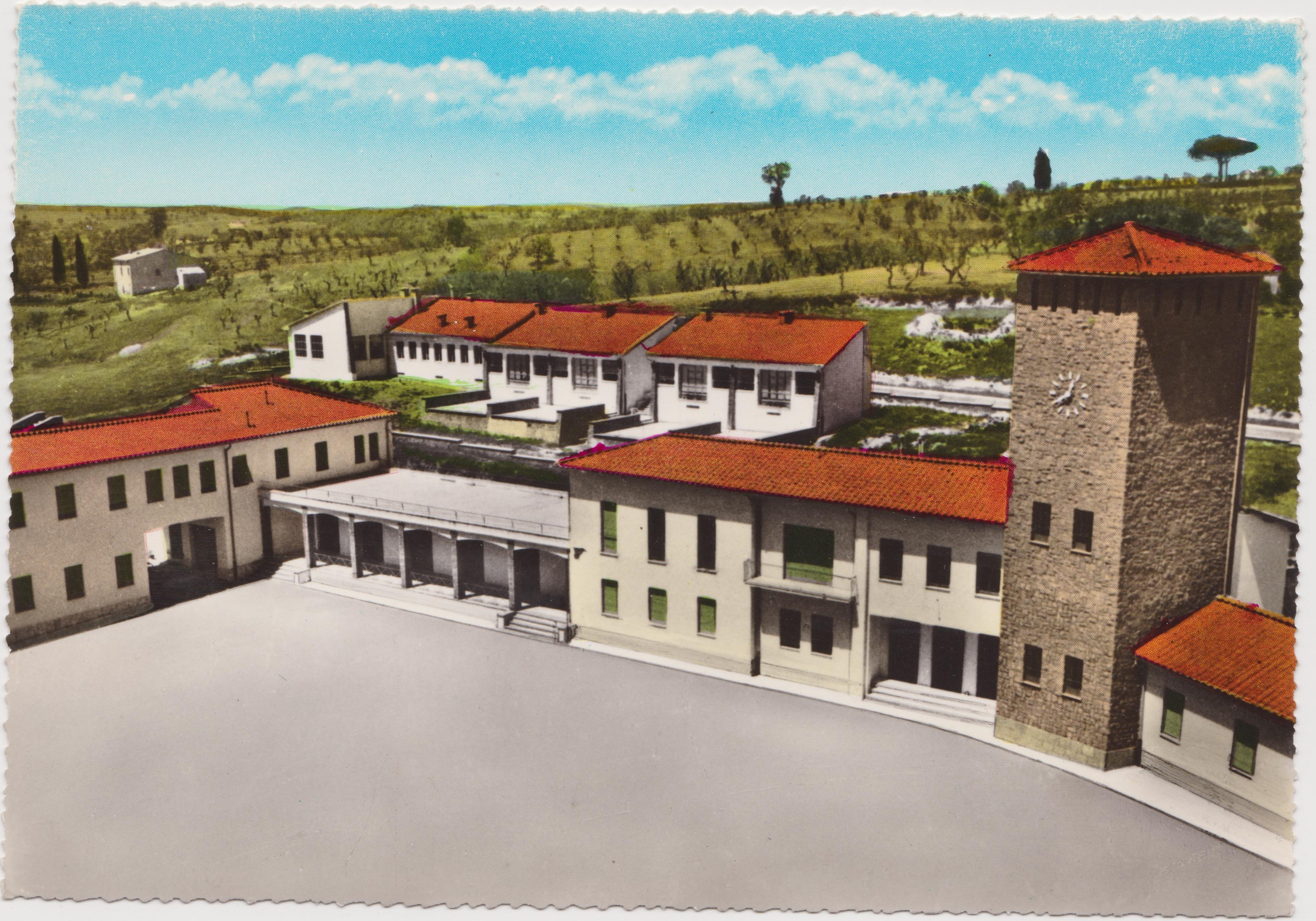
Piazza della Repubblica con la sede comunale e dietro la scuola elementare appena completati

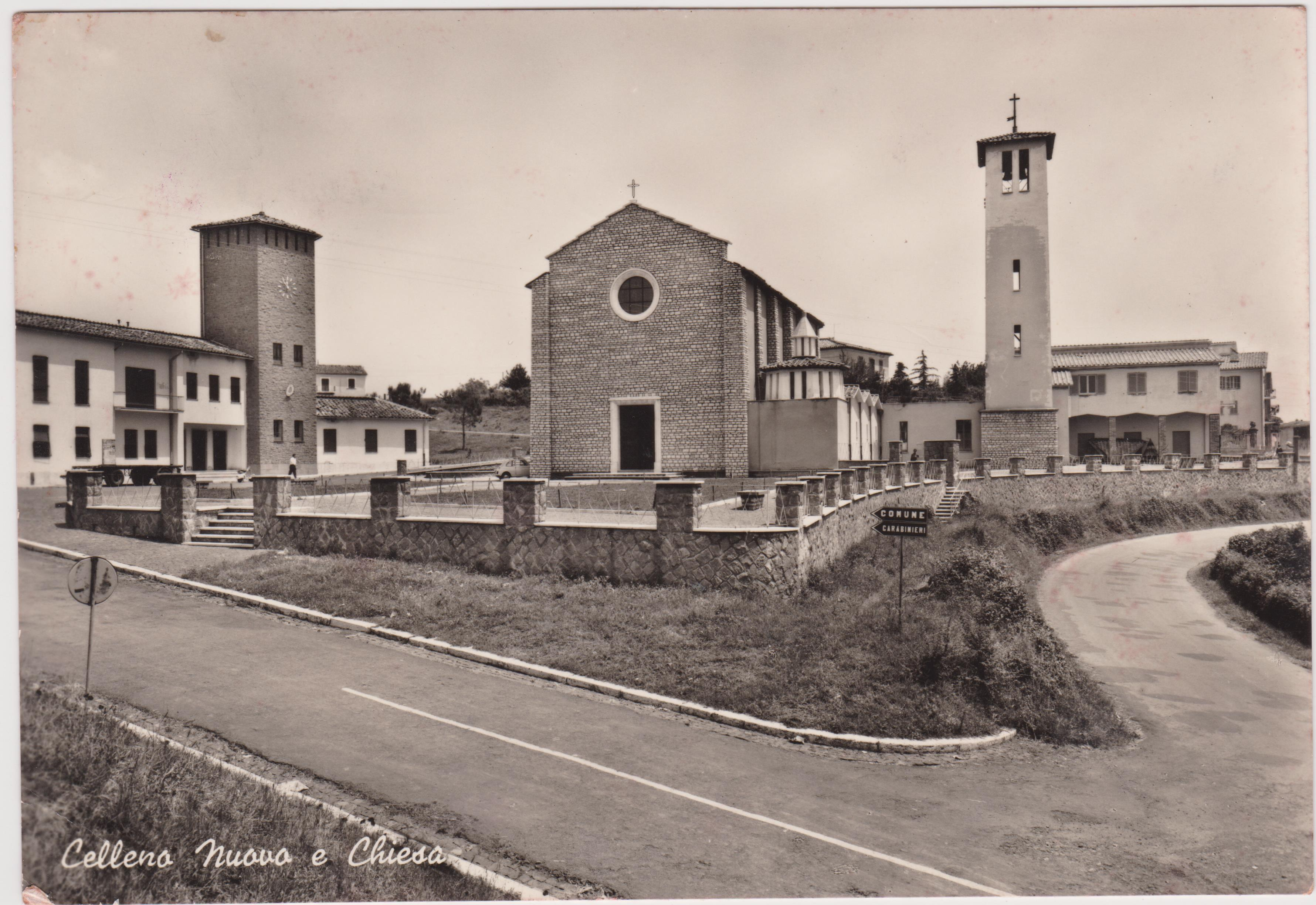
La chiesa di San Donato ed il palazzo comunale appena completati e prima della costruzione dei giardini comunali

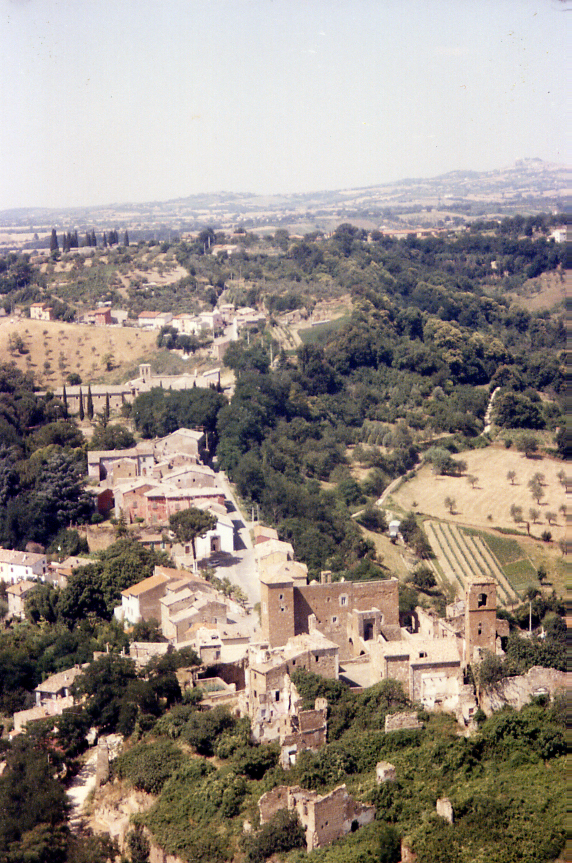
Celleno, la città fantasma in una foto aerea. Sullo sfondo il "Borgo"

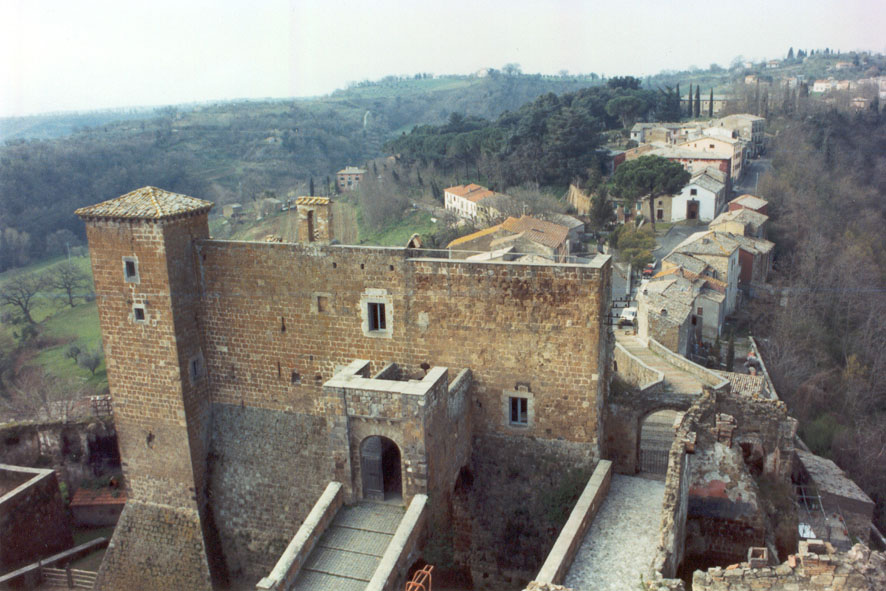
Il castello degli Orsini, attuale residenza del maestro Enrico Castellani

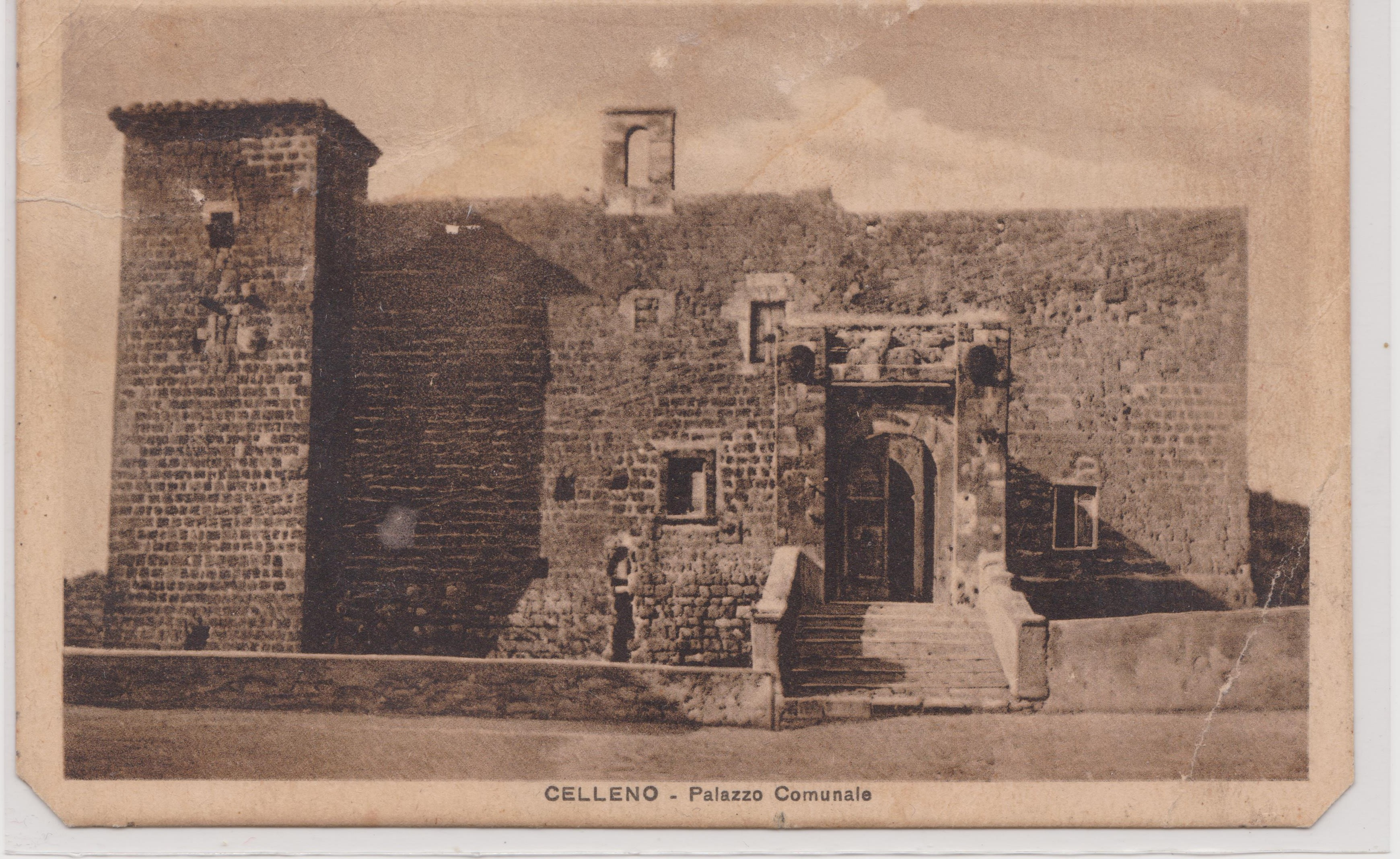
Il castello degli Orsini, all'epoca sede comunale, in una cartolina del 1947

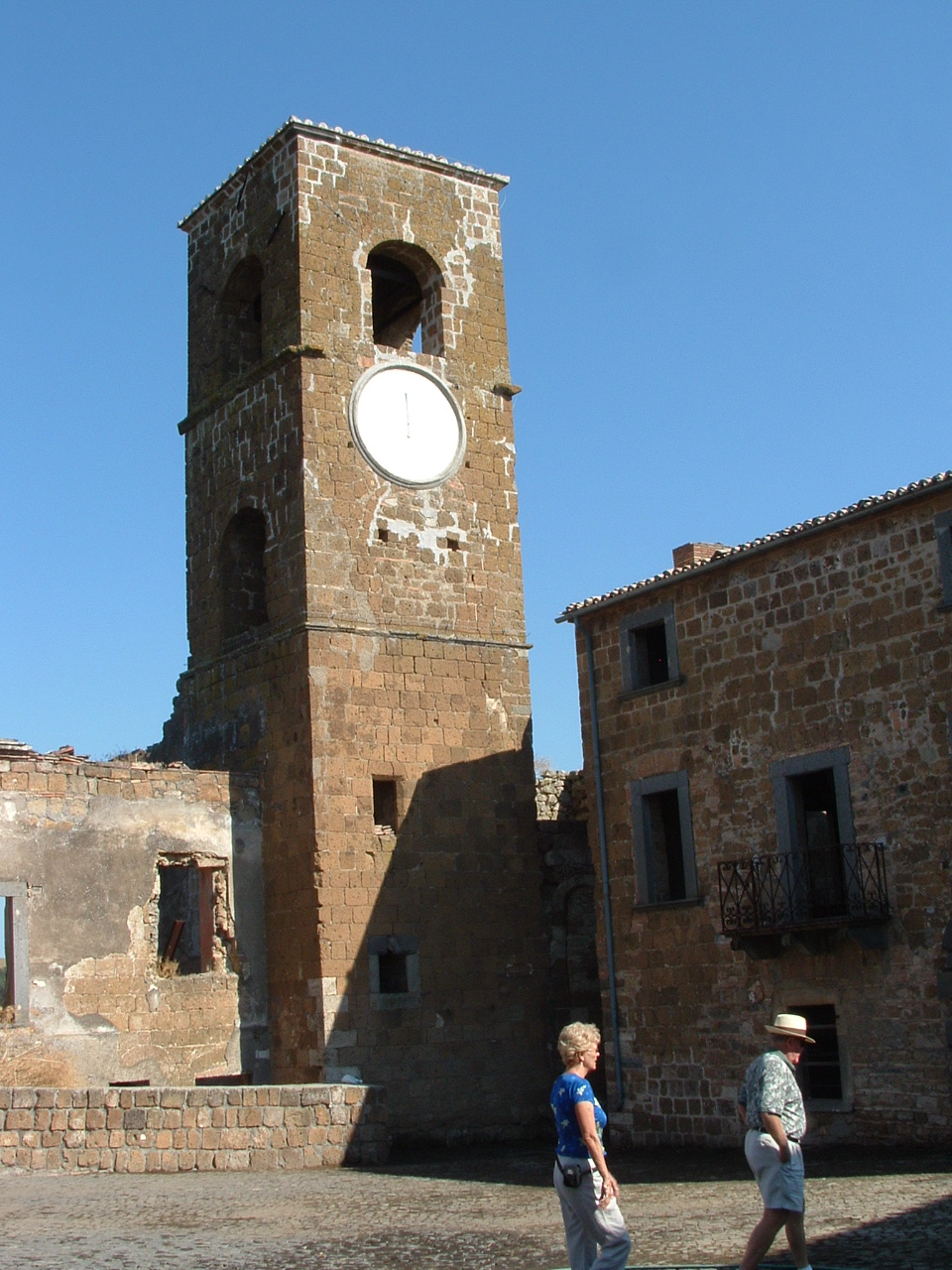
Il campanile della chiesa di San Donato

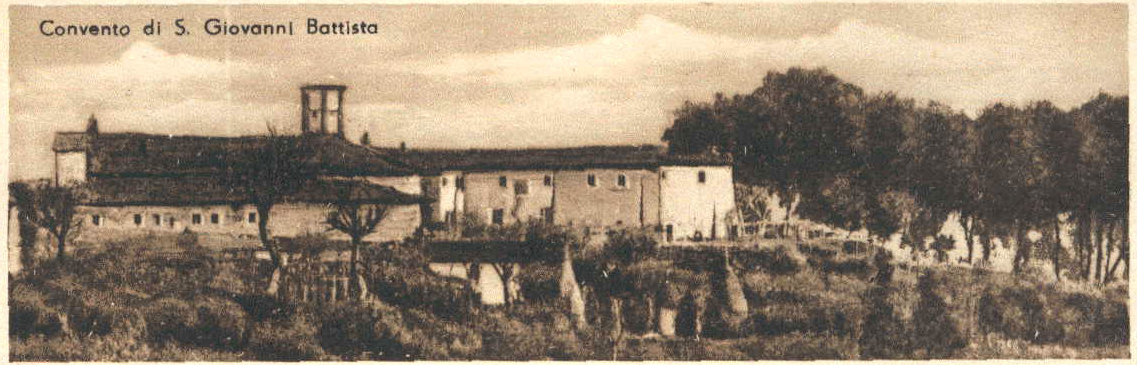
Il convento di San Giovanni Battista in una cartolina del 1941.

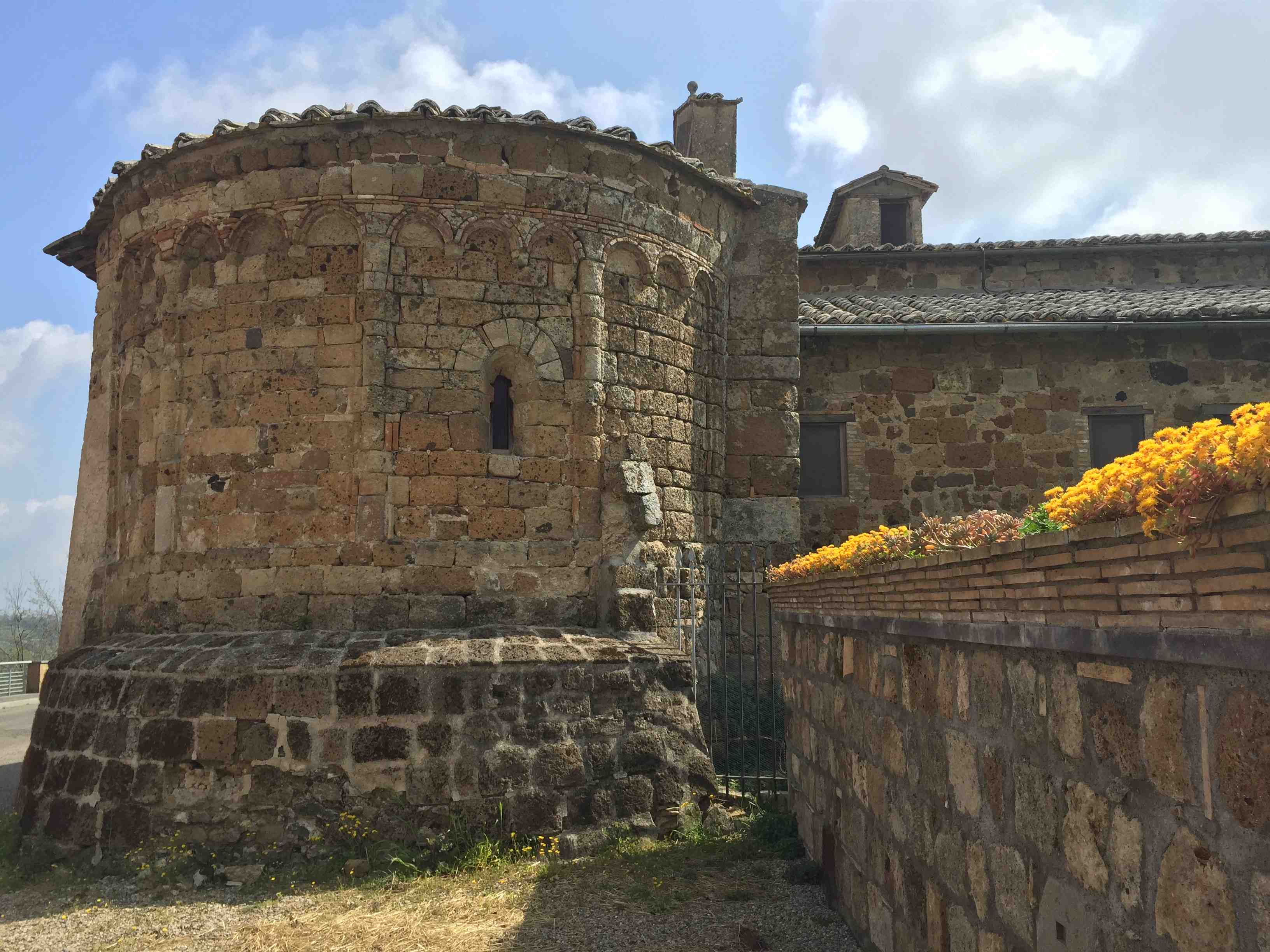
L'abside romanica della Pieve di San Giovanni Battista

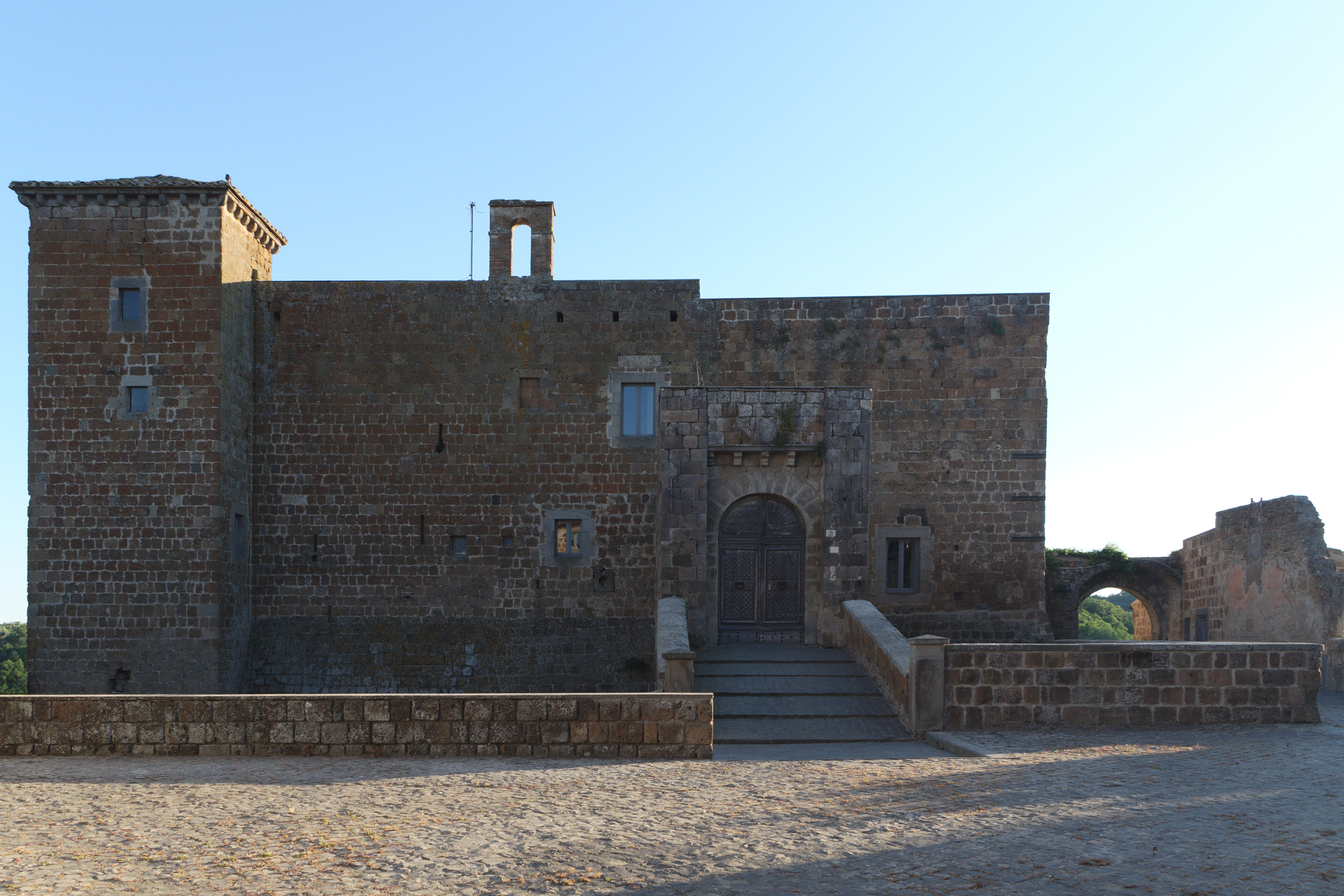
Il Castello Orsini nel 2017

Celléno è un comune italiano di 1 306 abitanti della provincia di Viterbo nel Lazio: situato su uno sperone tufaceo tra i terrazzi fluviale della Valle del Tevere tra il lago di Bolsena e il lago di Alviano.

## Geografia fisica

### Territorio
Celleno è ubicato su uno sperone tufaceo e formazioni arenarie della Valle del Tevere, geomorfologicamente denominate calanchi a 341 m slm originatosi in corrispondenza dello spartiacque tra due bacini idrografici creati dal fosso delle Briglie a nord ed il fosso Calenne a sud affluenti di destra del Tevere.
Collocato nel territorio laziale a destra del Tevere tra Orvieto ed Orte, fa parte della regione della Teverina; questa è costituita da terreni ricoperti di materiali vulcanici emessi nelle varie fasi esplosive dell'apparato Vulsino e poggianti su uno strato sedimentario argilloso-sabbioso. Un'incisiva azione delle acque ha fatto affiorare queste formazioni sedimentarie; ciò è visibile in modo evidente visitando Civita di Bagnoregio e la “Valle dei Calanchi”. Questo fenomeno è visibile, seppur meno evidente, anche lungo le pendici del centro storico di Celleno.
Queste caratteristiche hanno permesso la nascita di numerosi insediamenti, sin dall'età preromana, con una continuità di vita pressoché ininterrotta.
Tali caratteristiche hanno anche favorito la formazione di straordinarie scenari e profondissime forre quali ad esempio le “Gole dell'Infernaccio”.

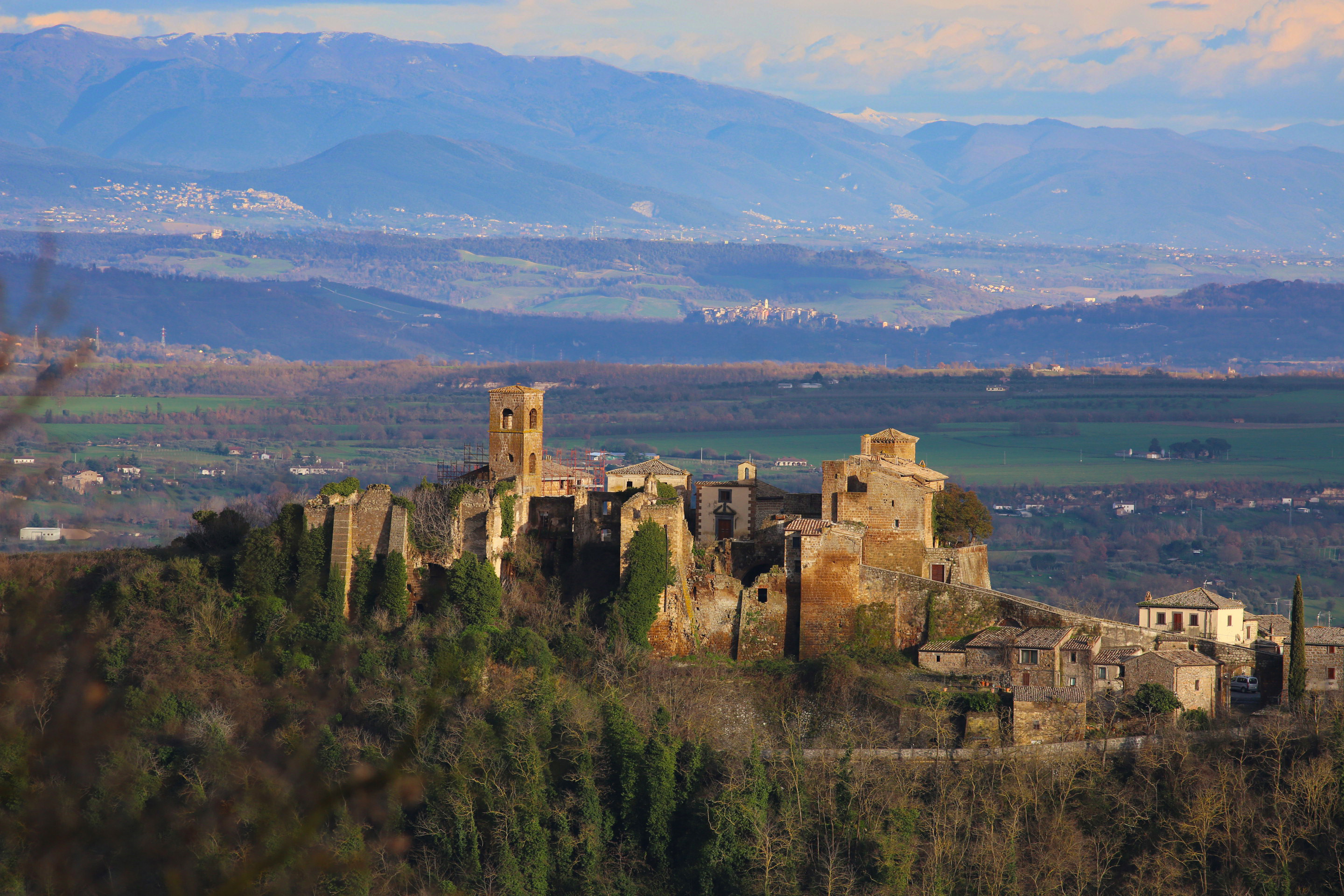
Vista di Celleno e la Valle del Tevere

A sud del Comune di Celleno, al confine con Viterbo, si cela uno scenario di straordinario valore paesaggistico e naturalistico conosciuto con il toponimo di Infernaccio. Il torrente in corrispondenza del “Castellaccio” comincia la sua opera di erosione creando una profonda forra, impervia e scoscesa, quasi inaccessibile.
Sul fondo delle gole si è di fronte a una straordinaria scenografia fatta di quinte naturali a strapiombo, con rupi alte oltre 60 metri, e dove trovano la massima espressione di bellezza naturalistica la cascata e gli stagni circostanti. Qui un singolare effetto cromatico è ottenuto dal contrasto tra il rosso dell’acqua ferruginosa a livello superficiale e i toni bluastri del fondo.
Seguendo la direzione verso valle, lasciando alle spalle la cascata si incontrano le famose “gole” dell'Infernaccio; qui l'acqua scorre su di un letto sabbioso tra due pareti a picco, in un contesto dove il silenzio è il tratto più caratteristico.
Ancora più a valle i grossi massi di basaltina adagiati sull’alveo, levigati e tinti di rosso dall'acqua, creano continuamente piccoli salti di quota rendendo quanto mai caratteristico il percorso del torrente.
Oltre alla bellezza del contesto paesaggistico è indubbio il valore idrogeologico che tale luogo riveste sia per lo studio della stratificazione litologica sia per la presenza di numerose sorgenti di acqua minerale dalle diverse caratteristiche a cominciare da quella con alta concentrazione di ferro, la stessa che dà al fosso l'originale connotazione della colorazione rossa.
Nel 1815 il naturalista ed archeologo Gian Battista Brocchi, proseguendo i suoi viaggi per l'Italia accompagnato dall'incisore Ribaldi, attraversò la Toscana ed il Lazio (da cui derivano i toponimi adiacenti alla valle dell'Infernaccio del Poggio del Brocco ed il fosso del Blocco). Tra le corrispondenze scientifiche di interesse mineralogico, geologico, botanico, zoologico inviate al giornale scientifico letterario Biblioteca Italiana si ritrova una lettera del 22 giugno 1816, inviata da Brocchi al suo amico e collega Breislack, nella quale descrive gli ammassi colonnari basaltina di Bolsena, Ferento, della valle dell'Infernaccio di Rocca Rispampani e di Vignaccio nella valle del Triponzio.

### Clima
Classificazione climatica: zona E, 2143 GR/G

## Origini del nome
Secondo alcune ipotesi il nome Celleno ha origini antichissime che ci riconducono all'antica civiltà etrusca e greca. Suggestiva ma senza riscontri oggettivi è la tesi della toponomastica associata al critico e storico greco, Dionigi di Alicarnasso, secondo cui Celleno sarebbe stata fondata da "Italo discendente di Enotro, in memoria della sua figlia Cilenia; e ciò molti anni prima dell'assedio di Troia". Celeno, nella mitologia greca, era una delle tre arpie figlie di Taumante e Elettra.
Per un'altra ipotesi, il toponimo può derivare da "cella" nel senso di grotta con il suffisso -anus che può avere un rapporto di pertinenza. La parola Celleno può voler significare cella in senso di cavità. Nel territorio cellenese il suolo è di natura tufacea che si è mostrato molto utile nel tempo per formare delle cavità. Il suddetto etimo lo ritroviamo in altri nomi di località come Cellere ed altri.

## Storia

### Preistoria
Nella fascia della Valle del Tevere lungo i suoi tributari di destra in un raggio di 30 km tra Civita di Bagnoregio ad Celleno, Grotte S. Stefano, Orte, sono state individuate aree di industria litica.
Due strumenti litici riferibili al Neolitico, costituiscono le più antiche attestazioni della presenza umana nell’area pertinente il comune di Celleno.

### Età arcaica
Sul pianoro tufaceo del centro storico di Celleno è probabile la presenza di un insediamento sin dall’epoca etrusca VII a.C., ne da testimonianza la grande cisterna per l'acqua etrusca, riutilizzata in epoca medioevale come butto, pozzo discarica, ed una particolare anfora, usata per l'allevamento del ghiro, datata circa VI a.C. conservata nel locale museo nel centro storico di Celleno.
Nell'Ottocento sono state scoperte diverse necropoli che presentano due tipi di sepolture: una, la più antica, a fossa, provvista di loculo laterale per l’inserimento del sarcofago per il corredo, e l’altra con camera sotterranea completamente scavata nel banco tufaceo. Contesti funerari di questo genere sono stati segnalati a più riprese in varie località prossime alla rupe di Celleno Vecchia, ed in alcune occasioni hanno restituito corredi funerari ricchi di reperti, attribuiti cronologicamente ad un periodo compreso tra il VII e il VI sec. a.C. Sia la conformazione del pianoro, una stretta lingua tufacea protesa nella valle e definita da scoscesi pendii su quasi l’intero suo perimetro, sia la dislocazione del sepolcreto di Madonna della Cava nell’immediata periferia del paese, lungo il crinale di accesso proveniente da ovest hanno da sempre suffragato l’ipotesi di ubicare l’insediamento più antico nello stesso sito successivamente occupato dal borgo medievale. Alcuni sepolcreti sono stati infatti segnalati sulle alture di Poggio del Prete,  Poggio Canuto e Monte Pianeto. I reperti sono conservato al Museo nazionale etrusco di Villa Giulia.
1) Vaso biconico d’impasto ad anse differenziate da una tomba a fossa della necropoli di Poggio del Prete (metà del VII sec. a.C.);
2) Oinochoe frammentaria in bucchero nero con decorazione excisa da una tomba a camera della necropoli di Poggio Canuto (fine del VII-prima metà del VI sec. a.C.);
3-6) Ceramiche etrusco-corinzie del “Gruppo di Celleno” rinvenute nella tomba di cui sopra (prima metà del VI sec. a.C.)

### Medioevo
Le prime specifiche notizie riguardo alla fondazione del castello di Celleno risalgono all'anno 1026 quando Corrado II Il Salico concesse questo territorio alla famiglia Conti di Bagnoregio, che ne fece un avamposto strategico per il controllo della zona; all'inizio del XII secolo il castello di Celleno risulta incluso nell'elenco dei luoghi alleati della Chiesa contro la minaccia imperiale. Entro la fine del secolo successivo l'insediamento fortificato passò sotto l'egemonia del potente Comune di Viterbo e così rimase coinvolto in varie vicende belliche del territorio, quali la distruzione di Ferento e la disputa con la città di Orvieto. Costituitasi intanto libero Comune, Celleno continuava la sua storia di alleanze con Viterbo, impegnandosi nelle dure dispute con Roma. Durante il Trecento il castello conobbe le alterne vicende della rivalità tra Guelfi e Ghibellini;

### Rinascimento
Nel XV secolo divenne possedimento della famiglia Gatti, mentre dal 1527 al 1580 fu feudo degli Orsini, famiglia dalla quale prende ancora il nome. Dalla fine del Cinquecento Celleno venne riassorbito dallo Stato Pontificio, perdendo progressivamente la sua importanza strategica per il dominio del territorio e andando incontro a un'inesorabile decadenza del centro abitato.
Il sito de “Il Castello” ha in passato permesso il ritrovamento di una serie di maioliche caratterizzate dalla spiccata omogeneità, databili generalmente nella prima metà del Quattrocento e distinguibili in tre gruppi: di importazione orvietana, viterbese e toscana.

### Risorgimento
Durante i moti rivoluzionari della Repubblica romana del 1848-49 Giuseppe Garibaldi soggiornò a Celleno ospite di Pacifico Caprini e suo fratello Francesco che morì a Porta san Pancrazio nella difesa di Roma ucciso dalle truppe francesi chiamate dal Papa. Pacifico Caprini su ordine di Garibaldi, il 13 marzo 1849, fece saltare parte di Ponte Milvio per ritardare l’avanzata dei francesi.
Il 27 settembre 1867 durante i moti rivoluzionari di liberazione di Roma e del Lazio dallo Stato Pontificio, sull’imbrunire, partì da Orvieto un drappello di garibaldini costituito da circa trenta uomini al comando di Giacomo Galliano e Girolamo Corseri. Distribuiti sei mazzi di cartucce a testa si dirigono verso il bosco di Carbonara, (tra Bagnoregio e Celleno) marciano su Grotte Santo Stefano dove disarmano la gendarmeria, staccano gli stemmi papali, piantano la bandiera italiana e nominano un governo provvisorio. A Bomarzo si ripeterà la stessa scena di Grotte. Il 29 settembre la banda libera anche Soriano del Cimino. Giacomo Galliano, con un proprio gruppo di volontari, affronta il 5 ottobre le milizie pontificie presso i ruderi del castello della Cervara, strada Capraccia, nei pressi di Bagnoregio; a fargli da guida c’è Luigi di Celleno, di cui però si ignora il cognome. Galliano e i suoi decidono di raggiungere il Tevere per unirsi direttamente a Garibaldi. Tra le tappe di avvicinamento al fiume c’è anche Celleno, dove Galliano passa la notte del 19 ottobre e il giorno successivo reclama aiuti di fronte alle autorità del municipio: chiede pane, formaggio, vino e mille lire per provvedere a sé e ai suoi compagni. La giunta comunale concede loro gli alimentari disponibili presso gli spacci del paese, ma per i soldi riesce solo a pagare 250 lire perché non c’è altro nelle casse del comune. Da Celleno i volontari partono verso Vitorchiano, Canepina e Gallese nella Valle del Tevere, poi proseguono fino a Borghetto, una frazione di Civita Castellana a ridosso di Ponte Felice che permette alla via Flaminia il passaggio sul Tevere, dove un'iscrizione ricorda il volontario garibaldino, Giuseppe Taschini di Celleno, posta frontalmente alla via Flaminia all'angolo della principale via di Borghetto a lui dedicata:
«GIUSEPPE TASCHINI DI CELLENO / CHE IL 28 OTTOBRE 1867 / NELLA IMPARI LOTTA COI SOLDATI DELLA TIRANNIDE / IN QUESTO PICCOLO BORGO / CADENDO IL DIRITTO ITALIANO AFFERMÒ / LA SOCIETÀ DEI REDUCI DELLE PATRIE BATTAGLIE / IN CIVITA CASTELLANA / CON SPONTANEO CONCORSO DEI PATRIOTI / POSERO CONOSCENTE E DURABIL MEMORIA / IL DÌ 28 OTTOBRE 1878.»
24 ottobre 1867 la colonna dei volontari garibaldini comandata da Giovanni Acerbi, da Torre Alfina frazione di Acquapendente dove ebbe inizio l'occupazione dello Stato Pontificio dichiarando la prodittatura, partì dirigendosi per la Capraccia, attraversò indisturbata la zona tra Montefiascone e Bagnorea, ove erano i presidi pontifici, e si portò a Celleno. Acerbi rivelò solo allora il vero obiettivo: attaccare Viterbo e strapparla ai pontifici.

### Resistenza al nazifascismo
Il 19 marzo del 1944 a Celleno al mattino giunsero una quarantina di militi fascisti, armati di mitra pistole e bombe a mano, scortati da due carri armati tedeschi. Di lì a poco nel paese regnava il terrore: il comandante partigiano Remo Saliola venne arrestato e rinchiuso nel carcere di S. Maria in Gradi, condannato a morte si salvò dalla fucilazione solo per dissidi tra le autorità fasciste; altri tre comandanti della banda partigiana “Colleoni” furono arrestati, molte case di patrioti, renitenti alla leva, antifascisti, partigiani bruciate e saccheggiate; una donna venne arrestata poiché il marito, ricercato, non si trovava; una ragazza presa a manganellate in testa e un'altra, moglie del Pietro Appetito, presa a calci; un anziano buttato giù per le scale: dopo pochi giorni morì.
Il 2 giugno del 1946, la mattina in cui si svolgeva il referendum costituzionale, erano le prime elezioni libere dopo più di venti anni di regime fascista, nel centro storico di Celleno, in un punto di ritrovo, cinema sala da ballo, poi successivamente minato e demolito,  successe un incidente, così recitano le carte dei verbali, dal moschetto del maresciallo dei Carabinieri, partì un colpo che uccise il segretario della sezione del Partito Comunista Italiano, questo fatto ebbe delle ripercussioni, tra le altre cose Celleno fu anche il paese della provincia di Viterbo dove poi tra referedum monarchia, repubblica, la repubblica prese la percentuale più alta che era circa il 75% distanziando di qualche decimale Orte. Il fatto dell'uccisione del segretario del PCI ebbe un'ampia risonanza, vennero istruiti anche dei processi, tutto ebbe come risultato che fu un incidente.

### Età contemporanea
L'originario insediamento medievale per motivi socio-economici e di instabilità dei pendii fu abbandonato a partire dagli anni Cinquanta del XX secolo subendo le stesse sorti di numerosi altri centri della provincia di Viterbo ad esempio Civita di Bagnoregio, Calcata (dove la popolazione si oppose salvando il borgo), Faleria, San Michele in Teverina, Bassano in Teverina. Il 18 marzo 1951 il Consiglio Comunale decretava il trasferimento della popolazione da Celleno vecchio al nuovo insediamento della borgata di Celleno Nuovo.
L'origine di Celleno Nuovo
Piazza della Repubblica costituisce il centro amministrativo e sociale della nuova urbanizzazione di Celleno, nata negli anni Trenta del secolo scorso e resasi necessaria per i progressivi fenomeni di erosione della rupe tufacea su cui sorge il centro antico. L'instabilità del terreno era attestata sin dal Cinquecento quando, nello Statuto di Celleno scritto nel 1572, allo scopo di non indebolire ulteriormente il masso tufaceo, si prescrivevano sanzioni per chi scavasse fosse per palombarie. Le fonti continuano a testimoniare nel corso del Seicento situazioni di crolli e abitazioni pericolanti, finché il disastroso terremoto che colpì la Teverina e in particolare Bagnoregio, nel 1695, impose misure drastiche: si proibì lo scavo delle cantine all’interno del castello e si ordinò la ricostruzione della mura castellane e delle case danneggiate di contrada Piazzarella e Ripa.
L'8 giugno 1931 un terremoto di intensità IV (MCS) che ha epicentro a Celleno accentuava il dissesto idrogeologico dell'abitato: nel 1934, la situazione del “Castello” si era fatta drammatica e pesante per la popolazione, tanto che alcuni senzatetto vengono rifugiati nel Villino Baiocchini di proprietà di tale avv. Galli.
Il 15 ottobre 1934, durante il regime fascista, il Podestà intendeva acquistare dei terreni nei pressi del Convento (“Orto del Convento”) per costruirvi le case popolari, la palestra, la casa dei balilla ed il “campo di istruzione militare”. Decisione, questa, che evidentemente venne poi revocata alla luce delle evidenti difficoltà orografiche nell'espandere il paese sui terreni individuati. È nell'aprile del 1935 che finalmente ci fu la posa della prima pietra in loc. Poggetti, a circa due chilometri dall'antico centro storico, anche se la costruzione delle fognature era già iniziata mesi prima.
Nel febbraio 1936 veniva solennemente iniziato anche il secondo lotto alla presenza del Prefetto e del Segretario Generale.
Ancora nel settembre del 1946 l'allora sottosegretario Giulio Andreotti scrive al sindaco Luigi Crescia per rassicurarlo sul suo interessamento presso il provveditorato alle Opere Pubbliche affinché sia dato inizio ai lavori presso le case pericolanti.
Sarà il presidente della Repubblica Luigi Einaudi che alla vigilia di Natale del 1951 sancì la morte dell'antico abitato di Celleno trasferendo coattamente la popolazione residente in luogo più sicuro. Vennero demolite le case nel centro storico di Celleno mediante l'uso di dinamite, per impedire che la popolazione tornasse ad utilizzare le cantine ed i ricoveri dove tenevano gli animali.
Ebbe così origine la Borgata Luigi Razza, ma solo negli anni Sessanta avvenne il trasferimento a “Celleno Nuovo” delle funzioni amministrative e sociali. Si costruì dapprima la scuola elementare, poi l'edificio comunale ed infine la chiesa di San Donato: tutto sul progetto del Genio Civile, secondo un organico assetto funzionale e una coerente impostazione architettonica di retaggio razionalista che ancora oggi vede riuniti sulla piazza principale il centro amministrativo, quello religioso e i servizi di pubblica utilità come la farmacia e l'ufficio postale.
Il progetto originario della chiesa di San Donato prevedeva dei caratteri stilistici neogotici con un portale centrale caratterizzato da un'alta quanto improbabile ghimberga; fortunatamente le pressioni dell'allora parroco don Angelo indussero alla semplificazione.

## Monumenti e luoghi d'interesse
Centro storico
Il Centro storico detto Borgo Fantasma di Celleno, costituisce un museo diffuso della cultura popolare dove sono esposti oggetti che venivano usati nella vita comune, in una sala è allestita la parte archeologica, un'altra sala è riservata agli apparati radiofonici e per la diffusione di musica ed altri utensili vintage. Nel mese di settembre diventa un palcoscenico all'aperto per il Teverina Buskers - Festival Internazionale degli Artisti di Strada.
Suggestiva è la rampa di accesso all'incastellamento, con gradoni leggeri si supera sinusoidale la pendenza declinando sino alla porta d'ingresso, dove si può ammirare un meraviglioso panorama della valle del Tevere, tra Lazio e Umbria.
Chiesa di San Rocco
La chiesa di San Rocco, nella piazzetta del borgo nato ai piedi del Castello di Celleno, fu edificata a protezione della popolazione cellenese dalle pestilenze e riveste una particolare importanza per la sua posizione extramoenia. Si caratterizza soprattutto per la bellezza del suo portale in peperino, per l'altare con crocifisso ligneo e per alcuni importanti lacerti di affreschi rinascimentali.
Negli anni 2001-2002, il parroco don Giorgio Basacca eseguì importanti lavori di restauro all'altare, alla sagrestia ed al coro ligneo, finanziati dalla Fondazione della Cassa di Risparmio di Roma.
L'antico crocifisso ligneo, di m 1,70 di altezza, è conservato presso l'altare. La scultura, per contiguità geografica, ha i suoi referenti più immediati nel crocifisso ligneo conservato nella cattedrale di Montefiascone o in quello più famoso di Civita di Bagnoregio, che una diffusa tradizione critica attribuisce genericamente al secolo XV e alla scuola donatelliana.
Come il “Cristo morto” di Civita, così il Crocifisso di Celleno trova il suo elemento di forte suggestione nel volto, altamente espressivo e sofferente, a segnare il momento del trapasso dalla vita alla morte: le due sculture, infatti, hanno le braccia snodabili per permettere la loro disposizione lungo il corpo nel momento delle rispettive processioni, durante le quali vengono deposte su un feretro e portate a spalla. Il volto del Crocifisso di Celleno trova i suoi elementi espressivi nella bocca socchiusa, negli occhi appena aperti in una sottile fessura e soprattutto nella sporgenza degli zigomi a sottolineare l'incavatura delle gote.
Rispetto a quello di Civita, il Crocifisso di Celleno denuncia maggiore articolazione, minore compattezza formale e compostezza dell’insieme e del volto. È attribuibile a un periodo più tardo, in particolare la seconda metà del Seicento: infatti l'attribuzione al XV secolo è confutata non solo dall'analisi stilistica, ma anche dai riscontri offerti dai documenti. Ancora dai documenti sappiamo che solo dal 1707 il Crocifisso aveva fatto la sua comparsa sopra l'altare maggiore di San Rocco, forse a sostituire o coprire una poco gradita versione della Vergine. A quella data, tuttavia, non era ancora provvisto di tutto l'apparato barocco, in quanto era soltanto «clausum […] tamen intra Tabernaculum ligneum serico velo».
Il Crocifisso è posto su una croce dipinta in nero e oro e circondata da un classico e ricco apparato barocco di lunghi raggi dorati, intervallati da nubi argentate da cui spuntano teste di cherubini di fattura non estremamente raffinata. Nella parte superiore due angeli dalle chiome e dai panneggi dorati reggono sulla testa del Cristo una grande corona regale.
L'insieme del Crocifisso è a sua volta inserito all’interno della complessa macchina dell'altare di stile barocco, costituendone, racchiuso da un vetro, una sorta di plastica pala d'altare.
Nella soprastante trabeazione due teste di angioletti fungono da protomi, mentre al centro si piazza la colomba raggiata dello Spirito Santo: sopra, nell'ambito di un articolato timpano spezzato, nel quale non sono omesse volute, pie cariatidi e piccoli e grandi angeli portatori di cornucopie e lumi, trova posto il busto di Dio Padre.
Si dispiega quindi lungo una linea retta verticale la ragione di essere di questa macchina in stile barocco, che ha voluto incastonare, intorno all'antico Crocifisso, la visualizzazione del dogma della Trinità divina: in diretto riferimento al Crocifisso e sulla verticale al di sopra di esso, infatti, la colomba e Dio Padre completano l'impaginazione della triplice essenza di quel Dio che in precedenza era visibile solo nella dimensione più dolorosamente umana, quella della morte.
Dai riscontri di tipo stilistico e documentale si può collocare la realizzazione di questa macchina d'altare nella prima metà del XVII secolo. Nel 1869 è documentato un restauro da parte del doratore Cerroni.
Il Convento di San Giovanni Battista
Il convento di San Giovanni Battista, a Celleno noto semplicemente come “Il convento”, è un notevole complesso che introduce al borgo, in posizione dominante il versante sud della Valle del Tevere.
Lungo la strada si snoda discretamente la sequenza composta dal fianco sinistro della chiesetta romanica e della facciata della chiesa principale, raccordate da una serie di quattro archi: ma sul retro si allunga più monumentalmente il resto dell'edificio, fino al pendio ricoperto da un bosco di lecci secolari.
La fondazione del convento deve farsi risalire all'inizio del XVII secolo, quando il pontefice Paolo V, con lettera del 5 maggio 1608, concesse il permesso per la sua costruzione allo scopo di ospitare religiosi che adempissero alle esigenze spirituali del popolo cellenese: il luogo prescelto fu quello dove sorgeva l'antica, piccola chiesa di impianto romanico che nel parato esterno del partito absidale mostra una successione di archetti pensili di stile lombardo, probabilmente del X-XI secolo. Una comunità di francescani arrivò ad abitare il luogo già dal 1610. La struttura conobbe danni notevoli a seguito del disastroso terremoto che nel 1695 colpì la vicina cittadina di Bagnoregio.
Al XVI-XVII secolo risalgono gli affreschi distribuiti nei vari ambienti interni (un lacerto di mano più antica e pregevole è presente nel vano della cantina) e nel 1716 un frate della comunità affrescava le gallerie del chiostro con ritratti di santi francescani. Il convento conobbe quindi una campagna di lavori ed ampliamenti tra il 1754 e il 1769.
All'interno del Convento San Giovanni Battista si conserva solamente una sola formella di quelle settecentesche, originariamente ubicata nella prima edicola su Via Roma, proveniente da un privato che l'ha consegnata nelle mani degli attuali proprietari della ex struttura conventuale: vi è rappresentata la stazione n. 1 dove "Gesù viene condannato a morte".
La formella è attribuibile alla manifattura di Gregorio Caselli, massimo esponente della ceramica derutese del Settecento; presso di lui era attivo il pittore Giovanni Meazzi, raffinato autore di numerose opere, che presentano con la formella di Celleno significative analogie, quali il periodo di produzione, i caratteri stilistici e, non meno importante, dimensioni e forma degli stampi di argilla.
Nel 1875 il convento fu colpito dalle leggi di soppressione ma negli anni seguenti i frati riuscirono a ritornarne in possesso, risolvendo il canone di affitto con cui il demanio lo aveva ceduto al Comune di Celleno: ciò non servì tuttavia a salvarlo dall'abbandono e nel 1968 la Provincia Romana dei Frati Minori Conventuali lo cedette a un privato. Risale a questo periodo di degrado, probabilmente, la perdita dei grandi dipinti che ornavano gli altari laterali della chiesa principale, oggi sconsacrata, che rimane arricchita solo da un notevole coro ligneo settecentesco e dai resti di un pregevole affresco raffigurante la Vergine.
In anni più recenti comincia la stagione di rinascita di questo luogo: passato in proprietà al “Centro Comunitario” e direttamente gestito dai suoi componenti, ospita attività di formazione ed accoglienza.
Chiesa di San Carlo
La chiesa di San Carlo venne fondata nell'anno giubilare 1625, come si legge nell'iscrizione posta sull'architrave della finestra che si apre sul fianco verso il castello (AÑO IUBILEI MDCXXV), a soli cinque anni di distanza dalla canonizzazione di Carlo Borromeo. La costruzione, come specifica l'iscrizione sul fregio del portale, fu sostenuta dall’allora esistente Congregazione di San Carlo. Dalle dimensioni ridotte e a navata unica con parete di fondo rettilinea, tutto l'assetto della chiesa denuncia la sobrietà dei mezzi costruttivi. Il fronte è a terminazione piana, con una modanatura terminale a blocchi di tufo scolpiti, su cui si innesta l'esile campaniletto a vela. Il portale è sormontato da un sottile timpano spezzato che racchiude il simbolo del Calvario e che rasenta la base della piccola finestra quadrata dagli stipiti in basaltina. Nei cantonali la muratura è condotta con studiata alternanza di grossi blocchi di tufo accuratamente tagliati.
Il lato verso il castello costituisce l'alto fianco della strada che prende nome dalla chiesa stessa: la muratura seicentesca è stata impostata su quella medioevale, sfruttando al massimo le preesistenze.
Chiesa di San Donato
La chiesa di San Donato rimane oggi defilata rispetto al fulcro spaziale della piazza, ma un tempo era la chiesa madre della comunità: attualmente in stato di rudere, rimane, a testimonianza del suo nobile passato, sul fianco destro, un portale laterale databile al XII secolo, con un sesto intero a conci sagomati e lavorato con un profondo toro e ampi e ricchi stipiti a dentelli e punte di diamante. Nel corso del XVIII secolo la chiesa ha subito una profonda trasformazione in quanto il suo asse originario è stato ruotato di novanta gradi e l’interno fu trasformato in tre navate di stile neoclassico.
Castello degli Orsini
Al Castello si accede dalla scenografica via del Ponte, che immette nella piazza principale da Porta Vecchia, oppure attraversando piazza del Mercato, su cui il Castello Orsini si affaccia con la cortina difensiva alta più di dieci metri: il fortilizio, nel generalizzato abbandono dell'insediamento, è ancora oggi l'edificio meglio conservato e organizzatore dell'assetto urbano nella classica impostazione a fuso.
Salendo per la stradina e la scalinata, girando attorno al fossato, si notano l'imponente muratura a scarpa di rinforzo della fortezza e della Torre Piccola, fino a scoprire la spettacolare duplice arcata del ponte levatoio. La severa facciata del Castello Orsini ha conservato fino ad oggi la primitiva, austera vocazione difensiva, apprezzabile nell’originaria essenzialità delle murature.
Con il termine “Il Castello di Celleno” viene generalmente chiamato il complesso monumentale intra-moenia, ossia quel perimetro urbano adagiato sul pianoro tufaceo delimitato a sud dalle mura civiche ed a nord dal pendio naturale. Il termine “Castello” è stato da sempre utilizzato dalla popolazione nell'accezione generica di castrum distinguendolo dall’edificio fortificato meglio conosciuto come “Castello degli Orsini”, in passato sede del palazzo comunale.
Via Roma
In questo periodo viene riqualificata l'attuale Via Roma, un tratto di viabilità di particolare importanza dal punto di vista storico-urbanistico ed architettonico; questa inizia dall'ingresso dell'ex Convento San Giovanni Battista per una lunghezza di circa 110 metri fino a piazza San Rocco. Tale via è fortemente caratterizzata dal muro di contenimento, di altezza media di circa cm 360, sul quale insistono le stazioni della Via Crucis e per questo viene chiamata la "Salita dei Misteri": sono edicole con terminazione a timpano intervallate da specchiature in semplice muratura intonacata con sovrastante copertina in blocchi di basaltina lavorata a mano.
Attualmente le edicole sono prive delle originarie formelle di ceramica, trafugate, insieme ad altre opere d'arte, negli anni Settanta a seguito della vendita del Convento a soggetti privati. Ne sono rimaste 13, di cui 8 sono prospicienti via Roma e le altre 5 ubicate a ridosso del portico della chiesa di San Giovanni Battista.
Via Crucis
La via Crucis fu costruita verso la metà del secolo XVIII contestualmente al muro di cinta di clausura. Dello stesso periodo sono un braccio di dormitorio dalla parte che guarda il paese, composto da una decina di stanze, l'infermeria, la farmacia, la cappella, la loggia, i confessionali della chiesa, gli arredi della sacrestia ed altri lavori di ornamento. Queste opere furono terminate nel 1769: in seguito il Convento poté accogliere un maggior numero di frati e fu uno dei professori della provincia.
Piazza del Comune
Con la denominazione popolare de “Il Castello” è nota anche la piazza principale, che ufficialmente, tuttavia, nel corso degli anni, ha conosciuto diverse intitolazioni: nel catasto Gregoriano del 1816 è infatti registrata come Piazza del Comune, in quello Pontificio del 1872 come piazza Maggiore ed infine in quello attuale come piazza del Municipio. Tale piazza costituiva senz'altro il centro nevralgico del centro, per la presenza in essa delle principali funzioni cittadine, quella amministrativa (il castello vero e proprio era la sede del Comune) e delle due chiese. Nei seminterrati o ai piani terra degli edifici erano presenti varie funzioni commerciali ed artigianali, quali il macellaio, il Posto Telefonico Pubblico o la bottega del ciabattino.
La conformazione generale della piazza si adatta a esempi due-trecenteschi e dovette essere impostata al tempo del completamento trecentesco del castello.
Piazza del Mercato
La piazza del Mercato, denominata anche Il Torracchio, ebbe la sua origine probabilmente durante lo sviluppo urbanistico quattrocentesco quando si consolidò lo sviluppo del borgo ai piedi del castello e si costruì la chiesa di San Rocco: la piazza in questo senso fungeva non solo da luogo di scambi commerciali ma anche da spazio di connessione urbanistica e sociale tra i due nuclei di insediamento.
.

## Società

### Evoluzione demografica
Abitanti censiti

## Cultura

### Cinema
Alcune riprese del film su Gioacchino da Fiore Il monaco che vinse l'Apocalisse di Jordan River sono state girate nel Borgo Fantasma di Celleno.

### Eventi
Il Teverina Buskers - Festival Internazionale degli Artisti di Strada si svolge a settembre nel centro storico di Celleno, che diventa un palcoscenico tra musica, giocoleria, danza recitazione e arti.

## Economia
Di seguito la tabella storica elaborata dall'Istat a tema Unità locali, intesa come numero di imprese attive, ed addetti, intesi come numero addetti delle unità locali delle imprese attive (valori medi annui).
|         | 2015                  |                              |                            |                |                       |                     | 2014                  |                | 2013                  |                |
| ------- | --------------------- | ---------------------------- | -------------------------- | -------------- | --------------------- | ------------------- | --------------------- | -------------- | --------------------- | -------------- |
|         | Numero imprese attive | % Provinciale Imprese attive | % Regionale Imprese attive | Numero addetti | % Provinciale Addetti | % Regionale Addetti | Numero imprese attive | Numero addetti | Numero imprese attive | Numero addetti |
| Celleno | 88                    | 0,38%                        | 0,02%                      | 248            | 0,42%                 | 0,02%               | 93                    | 249            | 89                    | 259            |
| Viterbo | 23.371                |                              | 5,13%                      | 59.399         |                       | 3,86%               | 23.658                | 59.741         | 24.131                | 61.493         |
| Lazio   | 455.591               |                              |                            | 1.539.359      |                       |                     | 457.686               | 1.510.459      | 464.094               | 1.525.471      |

Nel 2015 le 88 imprese operanti nel territorio comunale, che rappresentavano lo 0,38% del totale provinciale (23.371 imprese attive), hanno occupato 248 addetti, lo 0,42% del dato provinciale (59.399 addetti); in media, ogni impresa nel 2015 ha occupato poco meno di tre persone (2,82).

## Infrastrutture e trasporti

### Ferrovie
La Stazione di Celleno (soppressa da decenni) è collocata sulla Ferrovia Viterbo-Attigliano-Orte.

### Strade
Celleno è collegata tramite la Strada Provinciale 5 Teverina, a Civitella d'Agliano e Viterbo, e tramite la Strada Provinciale 6 Bagnorese, che si innesta nella Strada Provinciale 5, a Bagnoregio.

## Amministrazione
Nel 1927, a seguito del riordino delle circoscrizioni provinciali stabilito dal regio decreto n. 1 del 2 gennaio 1927, per volontà del governo fascista, quando venne istituita la provincia di Viterbo, Celleno passò dalla provincia di Roma a quella di Viterbo.

### Gemellaggi
- Ceresara, dal 2014.[30]